# Marek Galiński
Marek Galiński (1 de agosto de 1974 — 17 de março de 2014) foi um ciclista de montanha profissional polonês. Durante sua carreira, ele conquistou oito títulos de campeão nacional da Polônia e uma medalha de prata em corridas de cross-country masculino na série da Copa do Mundo UCI 2003, em Sankt Wendel, Alemanha.
Galinski também representou seu país, Polônia, em quatro edições dos Jogos Olímpicos (1996, 2000, 2004 e 2008), onde competiu em BTT masculino a partir do momento em que oficialmente tornou-se um esporte olímpico em 1996.
Galiński competiu profissionalmente por mais de cinco temporadas na equipe MTB JBG2 Professional.
No dia 17 de março de 2014, morreu em um acidente de carro perto de Jędrzejów.